# Vesikovaginale Fistel

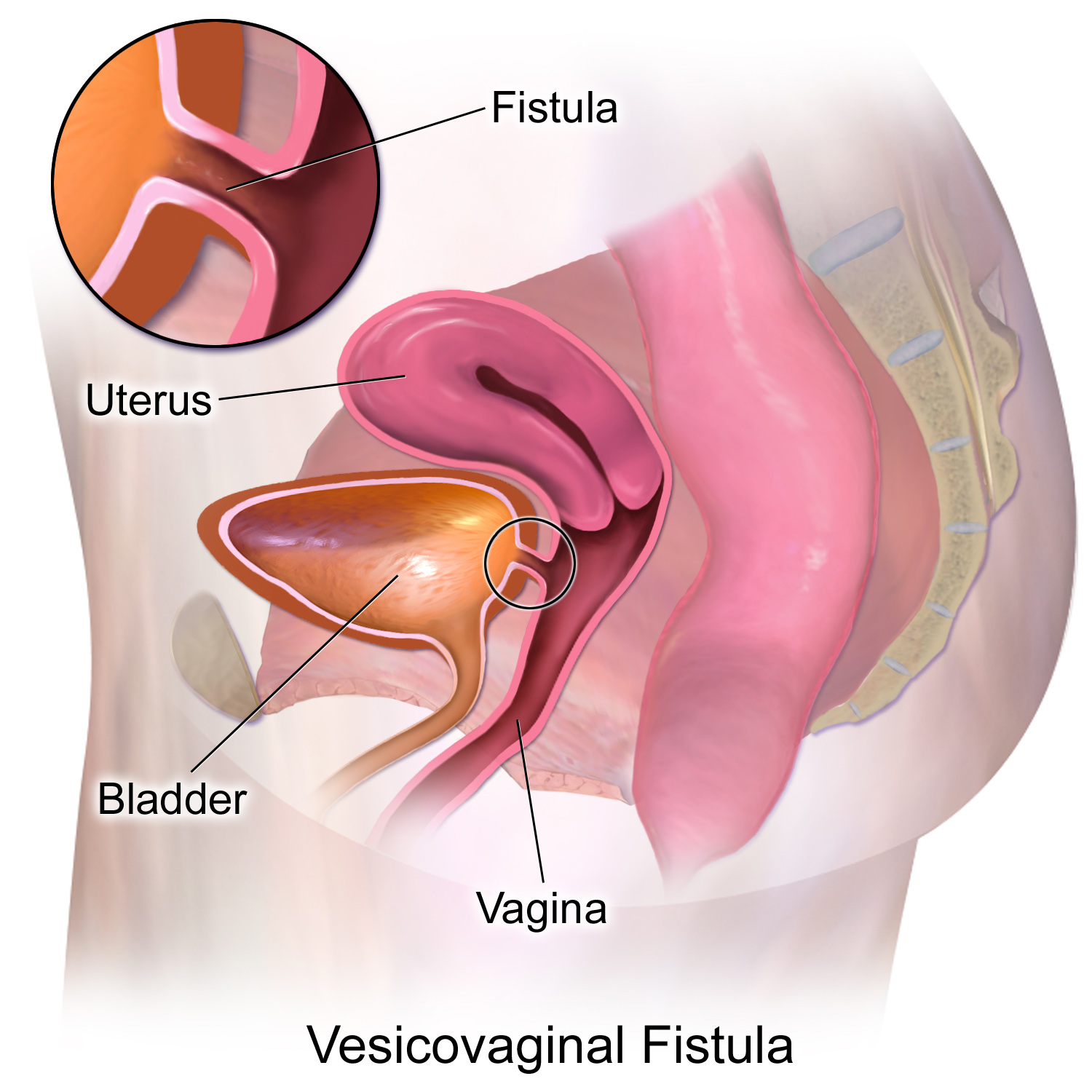
Vesikovaginale Fistel

Die vesikovaginale Fistel (auch Blasen-Scheiden-Fistel) ist eine krankhafte Verbindung (Fistel) zwischen der Harnblase (Vesica urinaria) und der Vagina. Leitsymptom ist der unkontrollierbare Urinverlust (Harninkontinenz).

## Diagnostik
Vesikovaginale Fisteln können schon durch vaginale Inspektion entdeckt und lokalisiert werden. Bildgebende Verfahren wie Zystographie, Zystoskopie, Computertomographie und Kernspintomographie können zur genaueren Beschreibung nützlich sein.

## Epidemiologie

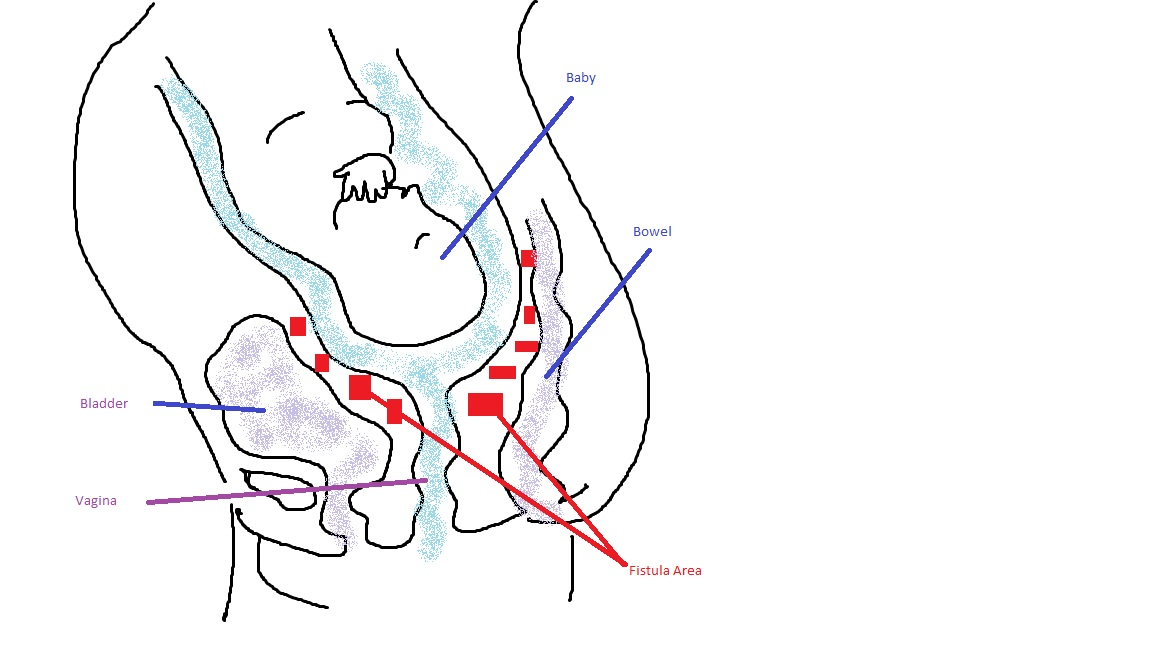
Für Drucknekrosen unter der Geburt gefährdetes Gewebe (rot)

In den Industrieländern sind vesikovaginale Fisteln selten und in der Regel Folge von Operationskomplikationen; z. B. durch Verletzung der Blasenwand. Meist beginnen die Beschwerden ca. 5 bis 10 Tage nach einer Unterleibsoperation.
In den Entwicklungsländern, vor allem in Zentralafrika, sind vesikovaginale und andere Unterleibsfisteln vielfach häufiger. Die dort verbreitete Ursache ist die verlängerte, schwere Geburt, bei der es zu Drucknekrosen der Scheiden- und Harnblasenwand kommen kann. Risikofaktoren sind die schlechte medizinische Versorgung und das junge Alter vieler Gebärender. In Westafrika wird eine Inzidenz von 3–4 Vesikovaginalfisteln / 1000 Geburten angegeben. Weltweit sollen ca. 500.000 bis 2 Millionen Frauen mit bisher nicht behandelten vesikovaginalen Fisteln leben. Auch Vergewaltigungen und Genitalverstümmelung können zu Fisteln führen.

## Körperliche Auswirkung
Vesikovaginale Fisteln können eine Reihe unterschiedlicher Folgeerkrankungen nach sich ziehen. Dazu gehören die Amenorrhoe, sekundäre Unfruchtbarkeit, vagionale Stenosen durch Narben, Gewebsbindung und anschließender vaginaler Kontraktur.

## Soziokulturelle Folgen
Neben den starken körperlichen Beeinträchtigungen leiden viele der Frauen an den soziokulturellen Folgen der Fistelerkrankung. Durch den unkontrollierten Abfluss von Urin und gegebenenfalls auch Kot entwickelt sich ein starker Geruch. Ungenügende hygienische Verhältnisse tragen außerdem oftmals dazu bei, dass sich viele Frauen nicht ausreichend sauber halten können und es zu weiteren Wundinfektionen kommt. In der Folge werden die betroffenen Frauen oft aufgrund des Geruchs als „unrein“ empfunden und aus der Gesellschaft verstoßen. Dies führt in den meisten Fällen zu einer Isolation und Stigmatisierung der Frauen, sie können nicht mehr in der Gemeinschaft oder mit ihren Familien leben.
Ganz besonders einschneidend ist, dass die betroffenen Frauen oftmals ihren soziokulturellen Aufgaben wie beispielsweise der Reproduktion – schwanger werden und ein Kind gebären ist in den meisten Fällen der Fistelerkrankung unmöglich – oder der Hausarbeit nicht mehr nachgehen können. Daraus resultieren für viele Fistel-Patientinnen ein Verlust der eigenen Identität, Einsamkeit, soziale Isolation, ein geringes Selbstwertgefühl und große Scham. Darüber hinaus können viele betroffene Frauen auch ihrer ökonomischen Tätigkeit nicht mehr nachgehen und somit ihre Familien finanziell nicht mehr unterstützen. Dies führt wiederum verstärkt zu einem Gefühl der Abhängigkeit und Nutzlosigkeit.
Hinzu kommt für viele Patienten die Trauer um das Kind, welches in den meisten Fällen während der Geburt gestorben ist und die Angst, von nun an unfruchtbar zu sein.

## Therapie
Die Behandlung erfolgt in der Regel durch den frühzeitigen operativen Verschluss der Fistel. Mögliche Zugangswege sind über die Vagina oder in komplizierteren Fällen durch die Bauchdecke. Je nach Fisteldurchmesser kann eine Lappenplastik erforderlich werden, die z. B. aus dem tiefen Fettgewebe der Schamlippen entnommen wird (sog. Martius-Interpositionslappen). 85 % der Vesikovaginalfisteln können beim ersten Versuch erfolgreich verschlossen werden.
Neben der WHO bemühen sich verschiedene karitative Organisationen darum, die Versorgung der Betroffenen in der Dritten Welt zu verbessern, z. B. die US-amerikanischen Fistula Foundation und Worldwide Fistula Fund oder die Schweizerische Hilfsorganisation Women’s Hope International. Das Addis Ababa Fistula Hospital hat sich ausschließlich auf diese Erkrankung spezialisiert. Eine der größten Fachkliniken für die Operation von Geburtsfisteln ist CCBRT im tansanischen Daressalam. Im nepalesischen Birendranagar im Distrikt Surkhet lässt TERRA TECH Förderprojekte seit Ende 2016 das landesweit erste Schulungskrankenhaus zur Behandlung von Geburtsfisteln errichten.

## Geschichtliches
Avicenna beschrieb in der ersten Hälfte des 11. Jahrhunderts die typischen Symptome nach schweren Geburten in seinem Werk Qānūn at-Tibb (Kanon der Medizin) und sah die Ursache der erschwerten Geburt in der zu frühen Verheiratung junger Mädchen. Auch der Basler Arzt Felix Platter erwähnte 1597 die nach Geburten auftretende Blasen-Scheiden-Fistel. Der Anthropologe Douglas Erith Derry berichtete 1935, er habe 1923 bei seiner Autopsie der Mumie der Henhenet (ca. 2050 v. Chr., Nebenfrau des Mentuhotep II.) eine große Vesikovaginalfistel gefunden.
Eine Operation zum Verschluss einer solchen Harnfistel nahm 1663 erstmals der Amsterdamer Chirurg Hendrik van Roonhuyse (1625–1672) vor.
In den Jahren von 1852 bis 1854 hatten der US-amerikanische Frauenarzt James Marion Sims in Montgomery (Alabama) und der Chirurg Gustav Simon eine neue Operationsmethode zur Therapie der Blasen-Scheiden-Fistel publiziert, die er an afroamerikanischen Sklavinnen testete, und die ihn international bekannt machte.